# Panmongolismo

Mappa con i colori della bandiera della Mongolia con le regioni storiche incluse.

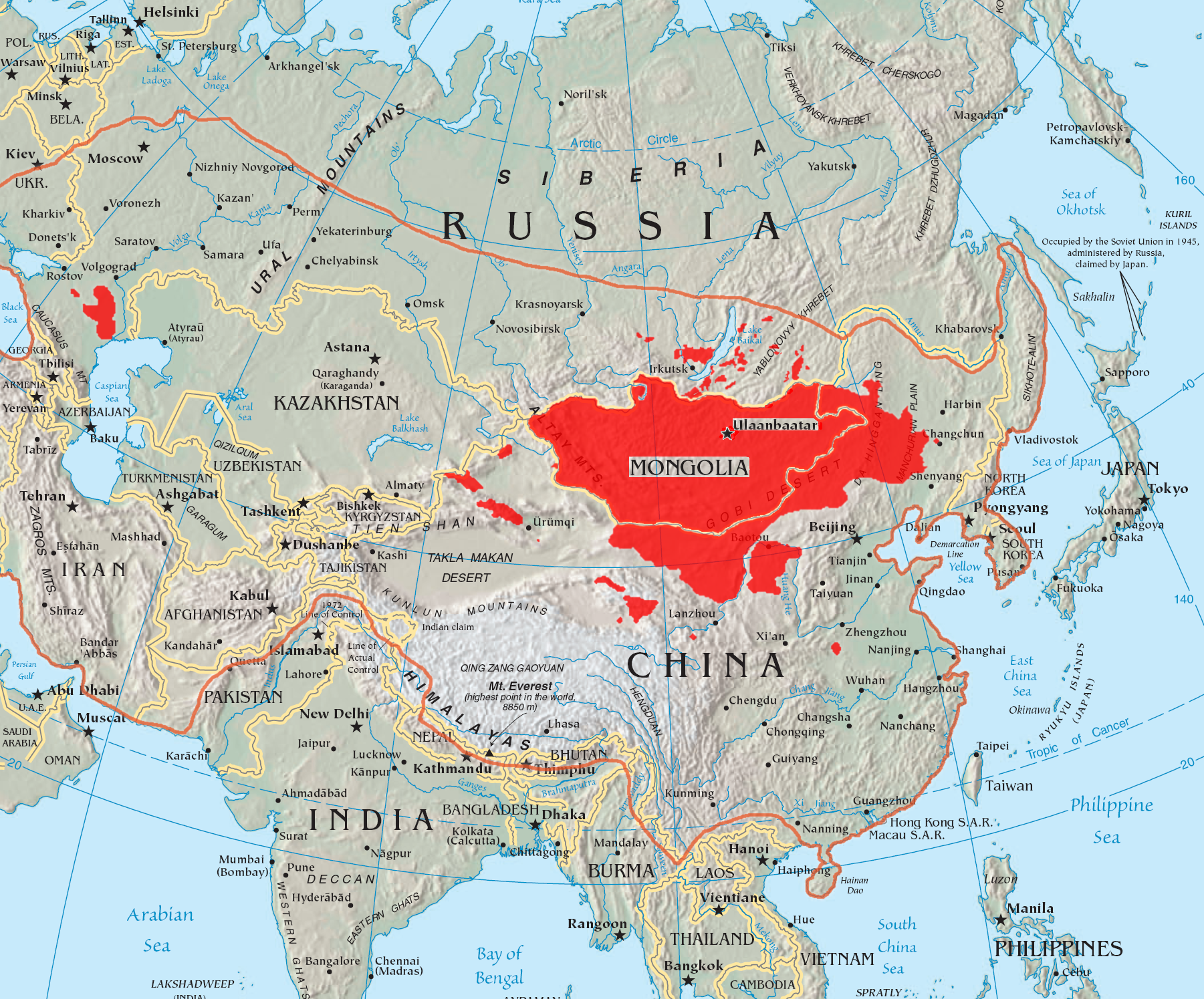
Concentrazioni dei popoli di etnia mongola (in rosso) all'interno dell'Impero mongolo (delineato in arancione).

Il panmongolismo è un'idea irredentista che sostiene la solidarietà culturale e politica dei popoli mongoli. Il territorio proposto, chiamato "Grande Mongolia" (in mongolo, Dayaar Mongol), comprende solitamente lo Stato indipendente della Mongolia, le regioni cinesi della Mongolia Interna e della Zungaria (nello Xinjiang) e la Repubblica russa di Buriazia. A volte sono inclusi anche Tuva, la Repubblica dell'Altaj e parti del Territorio della Transbajkalia e dell'Oblast' di Irkutsk. Al 2006, tutte le aree della Grande Mongolia, eccetto la Mongolia, hanno maggioranze non mongole.
Il movimento nazionalista emerse nel XX secolo in risposta al crollo della dinastia Qing e alla possibilità di uno Stato mongolo indipendente. Dopo che l'Armata Rossa contribuì a stabilire la Repubblica Popolare Mongola, la politica estera mongola diede priorità alla ricerca del riconoscimento dell'indipendenza rispetto all'espansione territoriale. In seguito alla rivoluzione mongola del 1990 che pose fine al regime comunista nel paese, emersero numerose organizzazioni promotrici del panmongolismo, ma con scarso sostegno popolare.

## Storia

### Inizio del XX secolo
La dinastia Qing (1644-1912) controllava l'odierna Mongolia, Tuva, la Mongolia Occidentale e la Mongolia Interna. Tuttavia, prima che la Repubblica Popolare Cinese (1949-oggi) espandesse notevolmente il territorio della Mongolia Interna fino alla sua forma attuale, la Mongolia Interna comprendeva solo le aree mongole all'interno delle province cinesi di Ningxia, Suiyuan e Chahar. I mongoli in Manciuria, allora conosciuti come Xing'an ma adesso come Hulunbuir, erano considerati etnicamente distinti dalle tribù della Mongolia Interna ed Esterna, e questa regione era chiamata "Mongolia Orientale". I mongoli della Mongolia Interna si erano uniti ai Qing nel 1636 come alleati piuttosto che come sudditi conquistati. La Mongolia interna fu amministrata e tassata direttamente dai Qing e le fu dato accesso all'aristocrazia Qing. Alla Mongolia Esterna fu data maggiore autonomia, diritti ai popoli nomadi e un proprio centro buddista. Dopo aver colonizzato la Buriazia nel XVII secolo e il bacino dell'Amur nel 1862, il governo imperiale russo perseguì delle politiche a sostegno di una "politica espansionistica a lungo raggio intesa un giorno a togliere il controllo della Mongolia dalla Cina".
All'inizio del XX secolo, i Qing, capendo che i russi avrebbero avuto più difficoltà ad annettere il territorio colonizzato da molti Han, ridussero le loro numerose restrizioni sugli insediamenti Han all'interno del territorio Qing. Questa politica stimolò un nazionalismo anti-cinese della Grande Mongolia tra alcuni mongoli.
Nel 1911, la Mongolia dichiarò la sua indipendenza e fondò il Bogd Khaganato.
Quando la dinastia Qing crollò con l'istituzione della nuova Repubblica di Cina (RDC) nel 1911, la maggior parte dei principati della Mongolia Interna si allearono con i Mongoli Esterni piuttosto che con il Bogd Khaganato mongolo. I primi leader repubblicani cinesi usarono lo slogan come «Cinque razze sotto un'unica unione», la democrazia e la meritocrazia per cercare di persuadere tutti i mongoli a unirsi alla nuova repubblica. Tuttavia, non furono mai veramente in grado di nascondere la loro condiscendenza verso i popoli di frontiera. Nell'estate del 1911, i principi della Mongolia avevano già deciso di dichiarare l'indipendenza e di rivolgersi alla Russia in cerca di sostegno. Si unirono ai rappresentanti russi a Ulan Bator e convinsero la Russia a difendere l'autonomia mongola all'interno della Cina. I russi pensavano che questa autonomia si applicasse solo nella Mongolia esterna, ma i principi la interpretarono come una santificazione della Grande Mongolia della Mongolia esterna, della Mongolia interna, della Mongolia orientale e di Tannu Uriankhai (Tuva).
Il principe della Mongolia Interna Gungsangnorbu incontrò il governo autonomo di Ulaanbaatar sulla possibilità di una Grande Mongolia. Si scoprirono forti disaccordi su tale Stato, a causa dello stile di vita agricolo e dell'orientamento verso la Cina dei mongoli interni, in contrasto con lo stile di vita nomade dei mongoli esterni e dell'orientamento verso la Russia.
I mongoli sostennero a più riprese che la storica area degli oirati mongoli di Zungaria nel nord dello Xinjiang fosse annessa allo stato mongolo in nome del panmongolismo.
Tra i restanti oirati sorsero leggende secondo cui Amursana non era morto dopo essere fuggito in Russia, ma era vivo e sarebbe tornato dalla sua gente per liberarli dal dominio Manchu Qing e per ripristinare la nazione degli oirati. Queste credenze avevano un carattere profetico sul ritorno di Amursana e sulla rinascita degli oirati nella regione dell'Altaj. Il calmucco oirata Ja Lama affermò di essere un nipote di Amursana e di essere anche la reincarnazione di Amursana stesso, predicando una propaganda anti-Manchu nella Mongolia occidentale negli anni 1890 e chiedendo il rovesciamento della dinastia Qing. Ja Lama venne arrestato e deportato più volte. Tuttavia, tornò in Altay (in Zungaria) nel 1910. Nel 1912 aiutò i Mongoli esterni a organizzare un attacco contro l'ultima guarnigione Qing a Kovd.. La forza Manchu Qing fu sconfitta e massacrata dai Mongoli dopo la caduta di Khovd.
Ja Lama disse ai restanti Oirati nello Xinjiang: "Sono un monaco mendicante del regno dello zar russo, ma sono nato dai grandi mongoli. Le mie mandrie sono sul fiume Volga, la mia fonte d'acqua è l'Irtysh. Ci sono molti guerrieri eroi con me. Ho molte ricchezze. Ora sono venuto per incontrare voi mendicanti, voi resti degli Oirati, nel tempo in cui inizia la guerra per il potere. Sosterrai il nemico? La mia patria è Altai, Irtysh, Khobuk-sari, Emil, Bortala, Ili e Alatai. Questa è la madrepatria degli Oirati. Per discendenza, sono il pronipote di Amursana, la reincarnazione di Mahakala, che possiede il cavallo Maralbashi. Sono quello che chiamano l'eroe Dambijantsan. Sono venuto a muovere i miei pascoli per tornare al mio paese, per raccogliere le mie famiglie soggette e i servi, per dare favore, e di muoversi liberamente".
Ja Lama costruì un feudo oirata incentrato su Kovd e, insieme ad altri oirati di Altai volevano emulare l'originale impero per costruire un'altra grande nazione degli oirati unita dai nomadi della Cina occidentale e della Mongolia. Tuttavia fu arrestato dai Cosacchi russi e deportato nel 1914 su richiesta del governo mongolo dopo che i mongoli locali si lamentarono dei suoi eccessi e per paura che avrebbe creato uno stato separatista degli oirati che li avrebbe divisi dai mongoli khalkha. Ja Lama tornò nel 1918 in Mongolia e riprese le sue attività e sostenne sé stesso estorcendo le carovane in transito, ma fu assassinato nel 1922 per ordine delle nuove autorità comuniste mongole sotto Damdin Sükhbaatar.
L'ataman Grigory Semyonov, capitano dei cosacchi dichiarò un "Grande Stato mongolo" nel 1918 e aveva progetti per unificare le terre mongole degli oirati, porzioni dello Xinjiang, del Transbaikal, della Mongolia interna, della Mongolia esterna, di Tannu Uriankhai, di Khovd, di Hu-lun-pei-erh e del Tibet in un unico stato mongolo.
Dal 1919 al 1921, un esercito cinese guidato da Xu Shuzheng occupò la Mongolia esterna. Questo periodo finì quando il barone generale della Russia bianca Roman von Ungern-Sternberg volle proteggere l'indipendenza della Mongolia, deportando l'esercito di occupazione cinese dalla Mongolia esterna. La percentuale Han della forza lavoro industriale scese dal 63% al 10% nel 1932.

### Seconda guerra mondiale
La rivoluzione della Mongolia esterna del 1921, guidata dai sovietici, fissò gli attuali confini della Mongolia indipendente per includere solo la Mongolia esterna per la necessità sovietica di stabilire uno Stato cuscinetto rispetto a una vaga frontiera. Il mongolo Agvan Dorzhiev cercò di sostenere le aree mongole degli oirati come Tarbagatai, Ili e Altai per essere aggiunte allo stato della Mongolia Esterna. Per la preoccupazione che la Cina sarebbe stata provocata, questa proposta al nuovo Stato mongolo esterno fu respinta dai sovietici. I leader insoddisfatti della Mongolia Esterna spesso incoraggiavano e sostenevano i vigilanti che tentavano di ripulire etnicamente i cinesi Han dalla Mongolia interna e orientale; molti leader ribelli che fallirono fuggirono nella Mongolia esterna. Dopo l'invasione giapponese della Cina nel 1937, i giapponesi stabilirono il governo fantoccio del Mengjiang nella Mongolia interna e il Manciukuò per includere la Mongolia orientale. La politica imperiale giapponese blandì il panmongolismo come arma contro i cinesi, ma mantenne le tradizionali divisioni politiche cinesi dei mongoli, poiché il suo obiettivo principale era promuovere la lingua e la cultura giapponese, piuttosto che mongola. Durante l'occupazione giapponese, i conflitti di confine sovietico-giapponesi misero i mongoli su entrambi i lati del confine sino-mongolo l'uno contro l'altro e secondo uno studioso "finalizzarono la separazione permanente della Mongolia e della Mongolia interna". Nondimeno, la propaganda di guerra dell'Unione Sovietica e della Mongolia esterna incoraggiava i mongoli interni e orientali a combattere contro i giapponesi per creare una Grande Mongolia. Il principe Demchugdongrub, operante dalla Mongolia orientale, era un sostenitore del panmongolismo e un collaboratore del Giappone.
Nel 1943, il Ministero degli esteri e del Commonwealth britannico predisse che l'Unione Sovietica avrebbe promosso l'idea di una Grande Mongolia per staccare la Mongolia interna e la Mongolia orientale dall'influenza cinese. Un anno dopo, l'allora entità satellite sovietica della Repubblica popolare di Tuva fu annessa alla RSFS Russa. Durante l'invasione sovietica della Manciuria nell'agosto 1945, le truppe della Mongolia Esterna occuparono sia la Mongolia Interna che quella orientale, e i leader che collaborarono con i giapponesi come De Wang furono rapiti nella Mongolia esterna per essere inculcati con hli ideali panmongoli. Percependo un'imminente minaccia per l'integrità territoriale della Cina, Chiang Kai-shek firmò un accordo con i sovietici durante l'occupazione mongola che diede il riconoscimento cinese all'indipendenza della Mongolia Esterna. In cambio del raggiungimento di questo obiettivo di lunga data della politica estera sovietica, l'accordo affermava che l'indipendenza della Mongolia sarebbe stata effettiva solo "entro le frontiere esistenti (della Mongolia Esterna)". Le truppe mongole esterne successivamente si ritirarono dalla Cina. Nel 1947, Chiang rinnovò la sua rivendicazione sulla Mongolia esterna in risposta alle presunte incursioni mongole nello Xinjiang cinese durante l'incidente di Pei-ta-shan.

### 1949-1990
La rivoluzione comunista del 1949 in Cina vide il riconoscimento comunista cinese dell'indipendenza mongola e prometteva una nuova era di fraternità comunista tra i governi cinese, mongolo e sovietico. Nello stesso anno, il diplomatico sovietico Anastas Mikoyan visitò la sede comunista cinese a Xibaipo per negoziare un nuovo trattato sino-sovietico. Il leader cinese Mao Zedong indagò sulla possibilità di una Grande Mongolia sotto il controllo cinese. Il premier sovietico Iosif Stalin rispose, tramite Mikoyan, che poiché la Mongolia esterna non avrebbe mai rinunciato volontariamente alla sua indipendenza, l'unico modo in cui sarebbe arrivata una Grande Mongolia sarebbe stato attraverso la perdita di territori cinesi. In seguito Mao abbandonò ogni speranza di una Grande Mongolia guidata dai cinesi. La Cina e l'Unione Sovietica applicarono politiche etniche diverse alle loro minoranze mongole. Mentre la Russia incoraggiava le identità locali - Buryat invece di Buryat-Mongol, e Kalmyk invece di Kalmyk-Mongol, la Cina incoraggiava i suoi mongoli a sminuire le loro identità tribali e locali e ad identificarsi semplicemente come "Mongoli". Il governo comunista mongolo promosse l'idea che tutti i mongoli sarebbero dovuti essere assimilati al sottogruppo Khalkha, rifiutando l'idea di uno stato inclusivo della Grande Mongolia come sleale nei confronti della Mongolia.
La Cina progettò l'intero Xinjiang, compreso l'ex territorio mongolo oirata di Zungaria come "regione autonoma uigura dello Xinjiang" il 1 ° ottobre 1955. Durante i primi anni '50, il leader mongolo Yumjaagiin Tsedenbal visitò una volta la Cina per chiedere aiuti in sovvenzioni e lavoro. La Cina e l'Unione Sovietica hanno anche collaborato per ospitare festival pan-mongoli tra la Mongolia interna e la Repubblica popolare mongola. Tuttavia, il Partito Comunista dell'Unione Sovietica proibì le celebrazioni di Gengis Khan a causa degli atteggiamenti negativi della Russia nei confronti delle conquiste mongole. La scissione sino-sovietica del 1960 portò la Mongolia ad allinearsi al potere che percepiva come meno minaccioso, cioè l'URSS, e a pubblicare provocatori pezzi pan-mongoli sulla stampa di stato mongola. Durante gli anni '80, le relazioni Cina-Mongolia migliorarono con lo scambio di squadre di lotta mongole e la promessa di Mikhail Gorbachev di ritirare le truppe sovietiche dalla Mongolia.

### 1990-presente

Regioni comunemente associate all'irredentismo mongolo.

Dopo che la rivoluzione mongola del 1990 portò a una Mongolia "veramente indipendente" a prescindere dall'influenza sovietica, sia la Cina che la Russia espressero la preoccupazione che il nazionalismo panmongolo che stava fiorendo in Mongolia potesse penetrare nelle loro terre di confine. Un aumento del sentimento panmongolo ha portato a una serie di conferenze "Unire le tre Mogolie" a Ulan Bator, nonché a organizzazioni finanziate dal governo per lo "sviluppo culturale mongolo internazionale". Nel 1992, il ministero degli esteri della Mongolia pubblicò un ampio elenco di territori che affermava di aver "perso" in varie aree della Cina e della Russia nelle demarcazioni dei confini nel 1915, 1932, 1940, 1957, 1962 e 1975. Allo stesso tempo, in Mongolia sono emerse tre principali critiche al panmongolismo. Il primo enfatizzava il nazionalismo mongolo, che sosteneva che la Mongolia aveva bisogno di integrare le sue minoranze non mongole esistenti, come i suoi kazaki, piuttosto che espandersi al di fuori dei suoi confini. Il secondo esprimeva la convinzione nella superiorità dei mongoli khalkha come mongoli più puri dal punto di vista etnico ("khalkha-centrismo"), guardando dall'alto in basso i buriati e i mongoli interni come "mezzosangue" russi e cinesi, rispettivamente. La terza critica rileva che il potere politico di coloro che si trovano all'interno degli attuali confini della Mongolia sarebbe diluito in una Grande Mongolia. I nazionalisti Khalkha-centrici discriminano gli Oirati e Buryati della Russia e i mongoli interni dalla Cina, considerandoli rispettivamente come agenti della Russia e della Cina.
Nel 1994, Cina e Mongolia hanno firmato un trattato in cui entrambe promettevano di rispettare reciprocamente l'integrità territoriale dei loro territori. Nello stesso anno, il ramo della Mongolia Interna del Partito Comunista Cinese ha esplicitamente ripudiato e condannato l'idea di una Grande Mongolia, citando la minaccia all'unità della Cina e il probabile predominio della Mongolia in tale unione. A causa dell'esistenza di uno stato mongolo indipendente, i Mongoli interni in genere non hanno aspirato a uno stato indipendente. Quel poco sentimento separatista nella Mongolia interna aspira invece all'unione con la Mongolia indipendente. I sentimenti non sono ricambiati, poiché la storia e la geografia della Cina non vengono insegnate nelle scuole mongole e la conoscenza dei Mongoli interni in Mongolia è scarsa. Dalla normalizzazione delle relazioni sino-mongole nel 1994, il governo mongolo non sostiene il nazionalismo della Grande Mongolia, ma tollera le organizzazioni in Mongolia che lo fanno, come il quotidiano mongolo Il Tovchuu. Nel 2002, la Repubblica di Cina (Taiwan) ha riconosciuto l'indipendenza della Mongolia e ha stabilito relazioni informali con la Mongolia. Diverse piccole organizzazioni in Mongolia sostengono una Grande Mongolia.